# Roman Olszowski

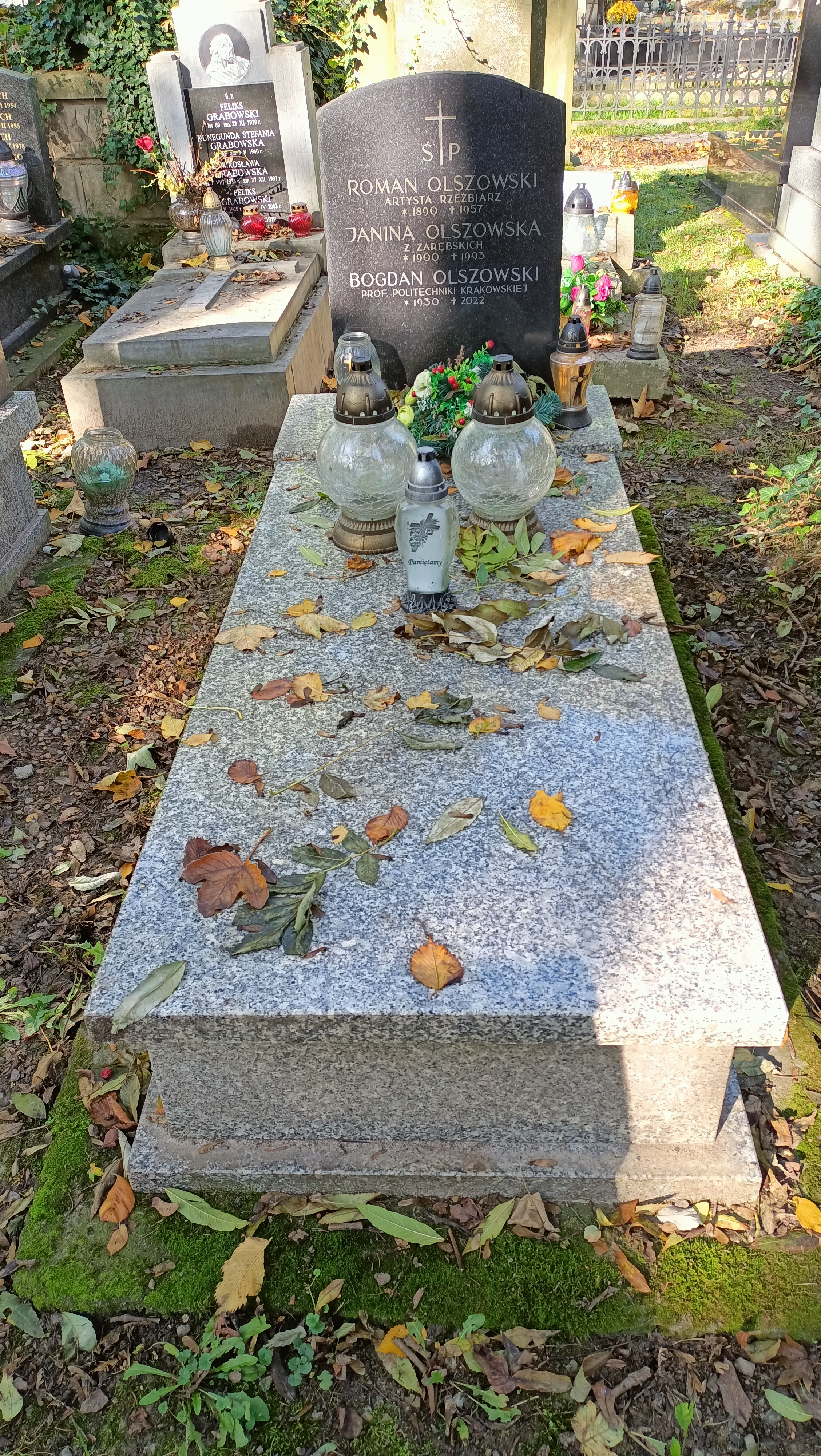
Grób Romana Olszowskiego na Cmentarzu Rakowickim

Roman Olszowski (ur. 28 lutego 1890 w Żywcu, zm. 22 lutego 1957 w Krakowie) – polski rzeźbiarz, pedagog, nauczyciel rzeźby w Państwowej Szkole Przemysłu Drzewnego w Zakopanem.

## Życiorys
Olszowski urodził się jako jedno z sześciorga dzieci Anny z Pstruszyńskich i stolarza Ignacego Olszowskiego. Ukończył powszechną siedmioklasową szkołę w Żywcu w 1904 i odbył praktykę w zakładzie rzeźbiarskim Wojciecha Samka w Bochni. Pracował tam od 1905 do 1907. We wrześniu 1907 rozpoczął naukę w Szkole Zawodowej Przemysłu Drzewnego w Zakopanem. Do 1909 kształcił się w klasie rzeźby ornamentalnej, następnie do 1912 w klasie rzeźby figuralnej. Szkołę ukończył z wynikiem celującym. Studia podjął w Kunstgewerbeschule w Wiedniu. Po ukończeniu studiów w 1915 został powołany do austriackiej służby wojskowej.
Po trzech latach wrócił do Zakopanego, gdzie został zatrudniony na stanowisku nauczyciela rzeźby w Państwowej Szkole Przemysłu Drzewnego. W czasie okupacji wraz z żoną Janiną z domu Zarębską i synem przebywał w Żywcu, gdzie prowadził pracownię rzeźbiarsko-zdobniczą. Po jej odebraniu i oddaniu niemieckiemu przesiedleńcowi z Rumunii rzeźbiarzowi Otto Hilgarthowi został zmuszony do pracy najemnej w tejże pracowni. Po wojnie był nauczycielem reklamy artystycznej w Miejskim Koedukacyjnym Gimnazjum i Liceum Handlowym w Żywcu. Do Zakopanego wrócił w 1946 i kontynuował pracę pedagogiczną w zakopiańskiej szkole. Łącznie przepracował w niej 37 lat.
Wśród wychowanków artysty i pedagoga należy wymienić: Antoniego Kenara, Mariana Wnuka, Edwarda Piwowarskiego, Stanisława Sikorę, Kazimierza Fajkosza i Bronisława Czecha.
Olszowski zmarł 22 lutego 1957. Został pochowany na cmentarzu Rakowickim w Krakowie.
Wojciech Brzega napisał: "R o m a n    O l s z o w s k i  (1890-1957) - rzeźbiarz, zasłużony pedagog. W 1912 r. ukończył Szkołę Przemysłu Drzewnego na wydziale rzeźby figuralnej. Po studiach w wiedeńskiej Kunstgewerbeschule, w 1919 r. objął pracę w szkole jako nauczyciel rzeźby, modelowania i rysunku. W okresie "Rewolucji Stryjeńskiego" był jednym z nielicznych, którzy zaaprobowali i zaczęli realizować nowe postulaty metody nauczania, kontynuowane i konsekwentnie rozwijane jeszcze po odejściu Stryjeńskiego. W ciągu 37 lat pracy pedagogicznej wychował trzy pokolenia rzeźbiarzy, wśród nich Antoniego Kenara, z którym następnie współpracował w PLTP aż do śmierci" (Wojciech Brzega, Żywot górala poczciwego, str. 313, Wydawnictwo Literackie, Kraków 1969)